# Luxembourg aux Jeux européens de 2015
Le Luxembourg participe aux Jeux européens de 2015. Elle fait partie des 50 nations prenant part à la première édition de cette compétition.
Sa délégation comporte 65 athlètes dans 9 sports et elle remporte aucune médaille.